# Steffen Sünkel
Steffen Sünkel (* 1981 in Tübingen) ist ein deutscher Dramaturg.

## Leben
Sünkel studierte Neuere Deutsche Literatur und Politikwissenschaft an der Eberhard Karls Universität Tübingen sowie an der Humboldt-Universität Berlin. Bereits während seines Studiums leitete er das internationale Medien- und Theaterfestival Neuropolis in Berlin. 2004 war er als Dramaturgie-Assistent am Staatstheater Stuttgart unter Intendant Friedrich Schirmer tätig, dort realisierte er erste Uraufführungen. An der Hochschule für Schauspielkunst „Ernst Busch“ betreute er dramaturgisch die Diplominszenierung von Robert Borgmann am bat-Studiotheater. Von 2007 bis 2011 arbeitete Sünkel zunächst als Dramaturg und ab 2011 als leitender Dramaturg am Deutschen Schauspielhaus in Hamburg.
Schwerpunkt seiner dramaturgischen Arbeit ist die Förderung und Zusammenarbeit von und mit zeitgenössischen Autoren, bildenden Künstlern und Musikern.
In Zusammenarbeit mit Christoph Twickel, Florian Vogel und Jack F. Kurfess betreute Sünkel redaktionell die Theaterzeitung „Hawaii – Inszenierte Wirklichkeiten“. Außerdem konzipierte er diverse crossmediale Veranstaltungen in Hamburg und Berlin, u. a. die Reihe „Haifischbar/Neue Haimat“, eine Mischung aus Performance, Musik, Life-Acts und stadtpolitischen Interventionen, an denen am Ende immer getanzt wurde. Zudem Organisation und Einrichtung zahlreicher Lesungen und der Verleihung des Kleist-Preises, zuletzt an Marcel Beyer und Monika Rinck. Seit 2013 ist Sünkel als Dramaturg bei Claus Peymann am Berliner Ensemble engagiert.
Er arbeitet eng  mit dem Film- und Theaterregisseur Leander Haußmann zusammen. Außerdem ist er Dozent und Referent für Theatergeschichte und Dramaturgie an Hochschulen, u. a. New York University, Freie Universität Berlin, und hält Vorträge über das zeitgenössische deutsche Theater.
Steffen Sünkel lebt mit seiner Familie in Berlin.